# الخطوط الجوية الملكية الهولندية الرحلة 823
رحلة الخطوط الجوية الملكية الهولندية رقم 823 كانت رحلة جوية وقعت عام 1961، حيث تحطمت طائرة لوكهيد إل-188 إلكترا عند اقترابها من مطار القاهرة الدولي في مصر بعد رحلة من روما في إيطاليا. أدى الحادث إلى مقتل 20 من أصل 29 راكبًا و7 من أفراد الطاقم على متن الرحلة 823. كانت الطائرة المستخدمة في هذه الرحلة أمريكية الصنع من طراز لوكهيد إل-188 إلكترا بمحرك مروحة عنفي,، مسجلة برقم PH-LLM ، صُنعت عام 1960.

## الحادثة
انطلقت رحلة الخطوط الجوية الملكية الهولندية رقم 823 من أمستردام في 11 يونيو في رحلة إلى كوالالمبور مع توقف في ميونخ وروما والقاهرة وكراتشي. كان على متن الطائرة 29 راكبا وسبعة من أفراد الطاقم في رحلتها الثالثة من الجدول المقرر، بين روما والقاهرة. في الساعة 04:11 بالتوقيت المحلي، كانت الطائرة تقترب من المدرج 34 في مطار القاهرة الدولي ولكنها اصطدمت بأرض مرتفعة على بعد حوالي 4 كيلومترات جنوب المطار. تحطمت الطائرة عند الاصطدام، واشتعلت النيران في كلا القسمين. قُتل سبعة عشر راكبًا وثلاثة من أفراد الطاقم.
أُلقي اللوم على قائد الطائرة لعدم الاهتمام الكافي بأجهزة بالطائرة.